# 克劳斯·施泰因巴赫
克劳斯·施泰因巴赫（德語：Klaus Steinbach，1953年12月14日—），德国男子游泳运动员。他曾代表西德参加1972年和1976年夏季奥林匹克运动会游泳比赛，获得一枚银牌和一枚铜牌。